# بابيتا كوماري
بابيتا كوماري فوجات (بالهندية: बबीता फोगाट؛ في 20 نوفمبر 1989) هي مصارعة هندية محترفة سابقة وسياسية من ولاية هاريانا. وهي حاصلة على ميداليات متعددة في ألعاب الكومنولث، حيث فازت بالميدالية الذهبية في ألعاب الكومنولث 2014، والميداليات الفضية في ألعاب الكومنولث 2010 وألعاب الكومنولث 2018. عندما فازت بالميدالية الذهبية في ألعاب الكومنولث عام 2014، أصبحت المصارعة الهندية الثانية التي تفوز بالميدالية الذهبية في ألعاب الكومنولث بعد شقيقتها جيتا فوجات، التي فازت بها في عام 2010.
شاركت بابيتا في أولمبياد ريو 2016 في مسابقة المصارعة النسائية لوزن 53 كجم، إلا أنها لم تتمكن من الصعود إلى منصة التتويج. وفي وقت سابق، فازت بالميدالية البرونزية في بطولة آسيا للمصارعة 2013 في نيودلهي، الهند؛ وميدالية برونزية أخرى في بطولة العالم للمصارعة 2012. في وقت لاحق من عام 2019، بعد اعتزالها الرياضة، دخلت بابيتا فوجات السياسة من خلال الانضمام إلى حزب بهاراتيا جاناتا.

## الحياة الشخصية والأسرة
ولدت بابيتا في قرية بالالي في منطقة تشارخي دادري، هاريانا في عائلة من المصارعين. والدها ماهافير سينغ فوغات، هو مصارع سابق وحاصل على جائزة دروناشاريا الرياضية البارزة في الهند. بدأ ماهافير سينغ تدريب بابيتا وأختها الكبرى، جيتا فوجات، منذ سن مبكرة. فازت غيتا فوغات بالميدالية الذهبية الأولى للهند في المصارعة النسائية في دورة ألعاب الكومنولث في عام 2010.
تشمل عائلة بابيتا الممتدة العديد من المصارعين الوطنيين والدوليين، بما في ذلك ابن عمها فينيش فوجات الذي فاز أيضًا بالميدالية الذهبية في عام 1948. فئة الكيلوجرام، في دورة ألعاب الكومنولث في غلاسكو. شقيقتها الصغرى، ريتو فوجات، هي أيضًا مصارعة على المستوى الدولي وفازت بالميدالية الذهبية في بطولة الكومنولث للمصارعة عام 2016. شقيقتها الصغرى، سانجيتا فوجات، هي أيضًا مصارعة. ساهمت بابيتا، إلى جانب شقيقاتها وبنات عمومتها، في تغيير العقلية والموقف تجاه الفتيات والنساء في ولاية هاريانا وبقية أنحاء البلاد.
في يونيو 2019، أعلنت بابيتا خطوبتها على زميلها المصارع فيفيك سوهاج، الذي تزوجته لاحقًا في نوفمبر من نفس العام. وقد رحبت هي وزوجها بمولودهما الأول، وهو طفل رضيع، في 11 يناير 2021.

## المسيرة

### بداية المسيرة المهنية (2009–2013)

#### بطولة الكومنولث للمصارعة 2009
في البطولة التي أقيمت في جالاندار، البنجاب، فازت بابيتا بالميدالية الذهبية في فئة 51 كجم للسيدات في المصارعة الحرة.

#### ألعاب الكومنولث 2010
في دورة ألعاب الكومنولث 2010، فازت بابيتا بالميدالية الفضية في سباحة حرة للسيدات 51 متر. فئة كجم بعد هزيمتها أمام إيفيوما كريستي نويي من نيجيريا في مباراة الميدالية الذهبية بنتيجة 0–2، 4–5.

#### بطولة الكومنولث للمصارعة 2011
في البطولة التي أقيمت في ملبورن بأستراليا، فازت بابيتا بالميدالية الذهبية في فئة 48 كجم للسيدات في المصارعة الحرة.

#### بطولة العالم للمصارعة 2012
في دور الـ16 من بطولة العالم للمصارعة 2012، واجهت بابيتا هسين جو تشيو من تايبيه، حيث تغلبت عليها بنتيجة 5:0. وكانت منافستها في ربع النهائي هي اليابانية ريساكو كاواي، التي تغلبت عليها 5:0 لتتأهل إلى الدور نصف النهائي. خسرت بنتيجة 1:3 أمام جيسيكا آن ماري ماكدونالد من كندا في الدور نصف النهائي. ثم تمكنت من المنافسة على الميدالية البرونزية التي فازت بها في سباحة حرة للسيدات 51 متر. فئة كجم بفوزها على زاميرا رحمانوفا من روسيا 5:0.

#### بطولة آسيا للمصارعة 2013
في بطولة آسيا للمصارعة 2013 في نيودلهي، الهند، فازت بابيتا بالميدالية البرونزية في المصارعة الحرة للسيدات 55 فئة الكيلوجرام مع هان كوم أوك من كوريا الشمالية.

### السيرة المهنية الرئيسية (2014–2018)

#### دورة ألعاب الكومنولث 2014 (الميدالية الذهبية)
في سباحة حرة للسيدات 55 في فئة كجم في دورة ألعاب الكومنولث 2014، كانت أول منافسة لبابيتا في ربع النهائيات هي كاثرين مارش من اسكتلندا والتي تغلبت عليها 9–2، 4–0 (نقاط التصنيف 4:1). كانت منافستها في الدور نصف النهائي هي لويزا بوروجوفسكا من إنجلترا، حيث تغلبت عليها بنتيجة 2–0 (نقاط التصنيف 5:0) – وهو الفوز بالسقوط (مصطلحات المصارعة). في مباراة الميدالية الذهبية، واجهت بريتاني لافردور من كندا التي تغلبت عليها بنتيجة 5–0، 4–2 (نقاط التصنيف 3:1) لتفوز بالميدالية الذهبية.

#### دورة الألعاب الآسيوية 2014
ولم تتمكن بابيتا من تكرار إنجازها في دورة ألعاب الكومنولث في دورة الألعاب الآسيوية 2014 في إنتشون بكوريا الجنوبية. في دور الـ16 من منافسات السباحة الحرة للسيدات فئة 55 وفي فئة الكيلوجرام، واجهت سري ماو دورن من منغوليا وفازت عليها بنتيجة 5:0. وفي الدور ربع النهائي، واجهت اللاعبة الكازاخستانية أيم عبد الدين، وفازت عليها بنتيجة 3:1. خسرت 0:4 أمام بطلة الأولمبياد اليابانية ساوري يوشيدا في الدور نصف النهائي. تمكنت من المنافسة على الميدالية البرونزية لكنها خسرت 1:3 أمام منافستها شيويه تشون تشونج من الصين.

#### بطولة آسيا للمصارعة 2015
تغلبت بابيتا على عبدي كاديروفا إلسا من قيرغيزستان بنتيجة 10–0 في ربع نهائي بطولة آسيا للمصارعة 2015، بعد أن تفوقت على زوكرا موستانوفا من أوزبكستان بنفس الفارق في الجولة التأهيلية. فشلت بابيتا في الوصول إلى النهائي حيث خسرت في مباراة نصف النهائي أمام باك يونج مي من كوريا الشمالية، حيث خسرت في الثواني الخمس الأخيرة.
مع وجود فرصة للصعود على منصة التتويج، خسرت بابيتا أمام زولديز إيشيموفا تورتباييفا من كازاخستان بنتيجة 3–6 في مباراة تحديد الميدالية البرونزية.

#### أولمبياد ريو 2016
أصبحت بابيتا المشاركة الثالثة والأخيرة من الهند في منافسات المصارعة النسائية في دورة الألعاب الأولمبية الصيفية 2016 في ريو دي جانيرو. مثلت الهند مع ابن عمها فينيش فوجات. تأهلت إلى دورة الألعاب الأولمبية في ريو بعد أن فشلت منافستها في اختبار المنشطات في بطولة التصفيات وتم منح الحصة للهند. في الجولة الأولى، بابيتا، التي كانت تتنافس في فئة السيدات 53 في فئة كجم، واجهت ماريا بريفولاراكي من اليونان، التي أظهرت دفاعًا متينًا وحصلت على نقاط في فترتي الثلاث دقائق، حيث تمكنت بابيتا البالغة من العمر 26 عامًا في البداية من الحصول على قدمها على منافستها، لكنها خسرت المباراة في النهاية بنتيجة 1–5، وخرجت من الألعاب الأولمبية.

#### دورة ألعاب الكومنولث 2018 في غولد كوست
فازت بابيتا كوماري فوجات بالميدالية الفضية في منافسات السيدات؛53 مصارعة حرة كجم في دورة ألعاب الكومنولث 2018 في جولد كوست.

## الثقافة الشعبية
فيلم دانجال، الذي صدر في عام 2016، مستوحى بشكل فضفاض من قصتها وشقيقتها الكبرى، جيتا فوجات. لعبت سانيا مالهوترا دور بابيتا ولعبت سوهاني بهاتناغار دورها في شبابها.

## السياسة
في أغسطس 2019، انضمت إلى حزب بهاراتيا جاناتا بعد أن أعربت عن دعمها لرئيس الوزراء ناريندرا مودي وسياساته في الترويج للرياضة. خسرت أمام سومبير سانغوان في أكتوبر 2019 في انتخابات مجلس هاريانا من دادري (دائرة هاريانا فيدهان سابها).

## فيلموغرافيا

### التلفزيون
| العام | العنوان   | الدور   | الملاحظات      |
| ----- | --------- | ------- | -------------- |
| 2019  | ناش باليي | متسابقة | المركز 12      |
| 2022  | قفل       | متسابقة | قفل (اليوم 21) |

## ألقاب أخرى
- بطولة ديف شولتز التذكارية، 2010 – المركز السادس[31]
- بطولة ديف شولتز التذكارية، 2012 – الميدالية البرونزية[32]
- بطولة ديف شولتز التذكارية، 2014 – الميدالية الفضية[33]

## وصلات خارجية
- بابيتا كوماري على موقع قاعدة بيانات المصارعة الدولية (الإنجليزية)
- بابيتا كوماري على موقع اللجنة الأولمبية الدولية (الإنجليزية)
- بابيتا كوماري على موقع أوليمبيديا (الإنجليزية)
- بابيتا كوماري على موقع اتحاد ألعاب الكومنولث (مؤرشف) (الإنجليزية)
- بابيتا كوماري على موقع اتحاد ألعاب الكومنولث (مؤرشف) (الإنجليزية)
- بابيتا كوماري على موقع المصارعة العالمية المتحدة
- بابيتا كوماري في اللجنة الأولمبية الدولية
- بابيتا كوماري في موقع أوليمبيديا